# Leptochloa aquatica
Leptochloa aquatica är en gräsart som beskrevs av Frank Lamson Scribner och Elmer Drew Merrill. Leptochloa aquatica ingår i släktet spretgräs, och familjen gräs. Inga underarter finns listade i Catalogue of Life.